# アジアゾウ
アジアゾウ（亜細亜象、Elephas maximus）は、哺乳綱長鼻目ゾウ科アジアゾウ属に分類されるゾウ。アジアゾウ属の模式種。現生種では本種のみでアジアゾウ属を構成する。

## 分布
インド北東部および北西部・中部・南部、インドネシア（スマトラ島、ボルネオ島）、カンボジア、スリランカ、タイ王国、中華人民共和国（雲南省）、ネパール、バングラデシュ南東部、ブータン、ベトナム、マレーシア、ミャンマー、ラオス。パキスタンでは絶滅。
模式標本の産地（基準産地・タイプ産地・模式産地）はスリランカ。以前は中華人民共和国北部から、西アジア（メソポタミア地方）にかけて分布していた

## 形態
頭胴長（体長）5.5 - 6.5メートル。鼻長1.5 - 2ｍ。尾長1.2 - 1.5メートル。体高2.5 - 3.2メートル。最大体重6,700キログラム（オス平均5,400キログラム、メス平均2,720キログラム）。背中が丸く、最も高い位置にある。
鼻の皺はあまり隆起しない。鼻の先端には、突起が上部に1つだけある。耳介は小型。前肢の蹄は5本、後肢の蹄は4本。肋骨は最大20対、尾椎は最大34個。
出産直後の幼獣は体重50 - 150キログラム。メスは上顎の門歯（牙）が口外に出ない。

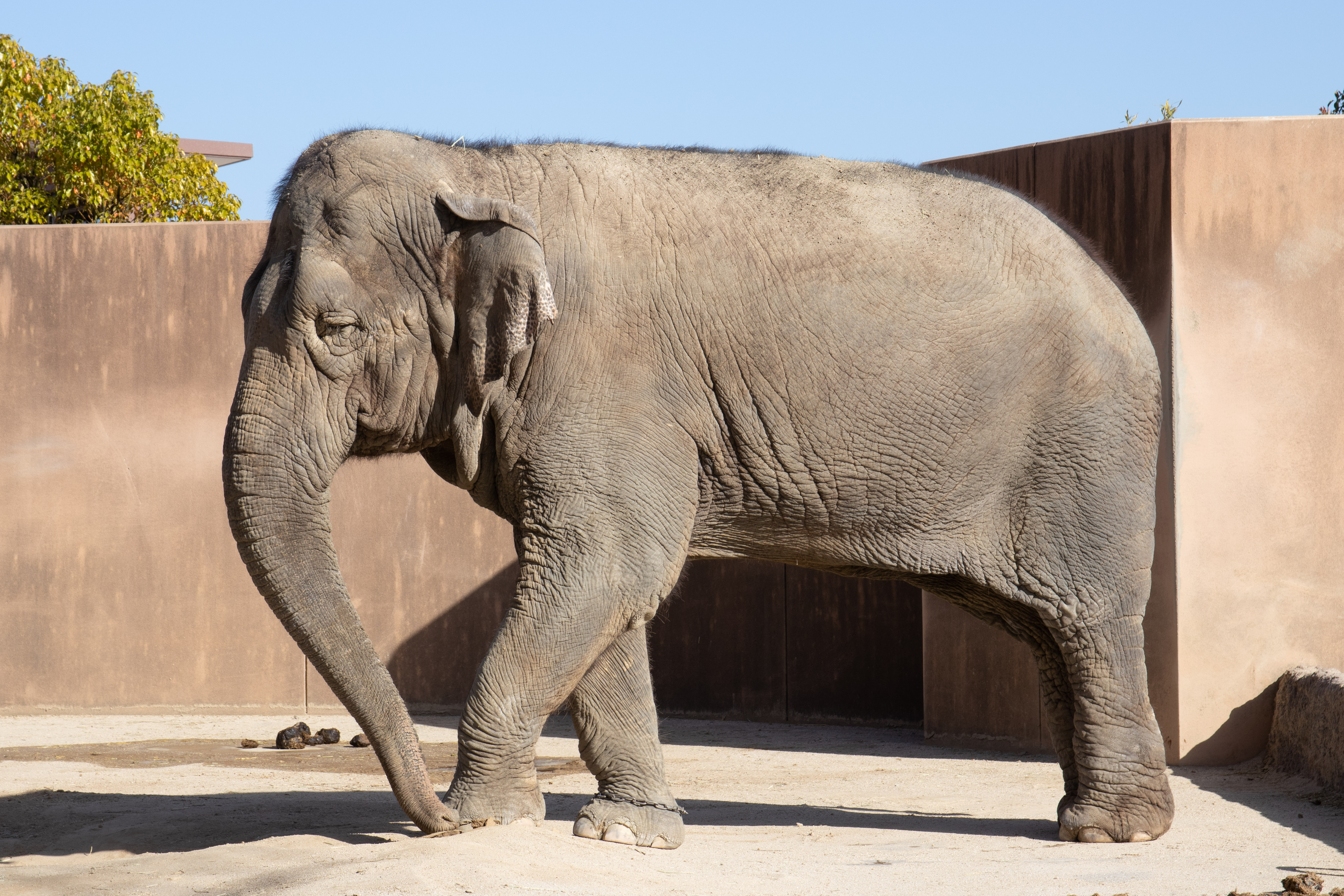
側面
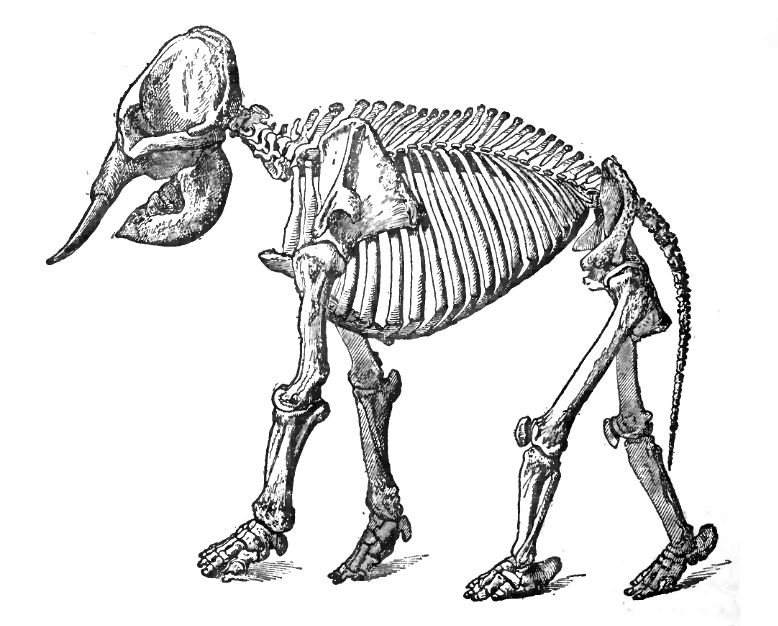
骨格
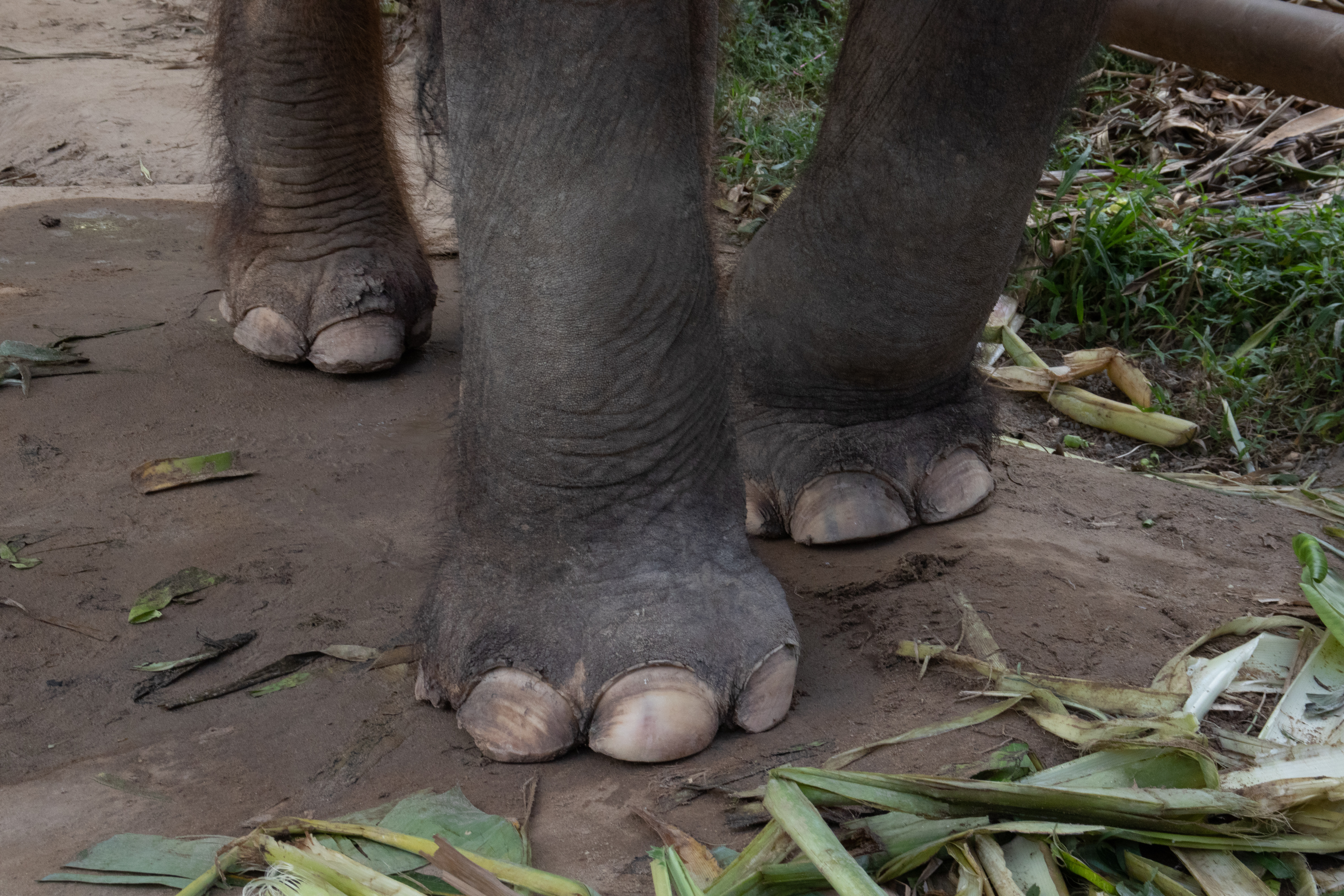
肢

## 分類
以下の絶滅亜種を除いた分類はShoshani & Eisenberg(1982)およびShoshani(2005)、和名・英名はBarnes 犬塚訳(1986）に従う。
Elephas maximus maximus Linnaeus, 1758 セイロンゾウ Ceylon elephant
スリランカ
体重2,000 - 5,500キログラム。耳介はもっとも大型。体色は亜種内では暗色。肋骨が19対。オスでも多くの個体（約90 %）で牙が口外に出ない。
Elephas maximus indicus Cuvier, 1798 インドゾウ Indian elephant
体重2,000 - 5,000キログラム。肋骨が19対。
亜種E. m. bengalensisや亜種マレーゾウE. m. hirsutusはシノニムとされる
Elephas maximus sumatranus Temminck, 1847 スマトラゾウ Sumatran elephant
スマトラ島
体重2,000 - 4,000キログラム。体色は亜種内では明色。肋骨が20対。
Elephas maximus borneensis Deraniyagala, 1950 ボルネオゾウ Borneo elephant

## 生態

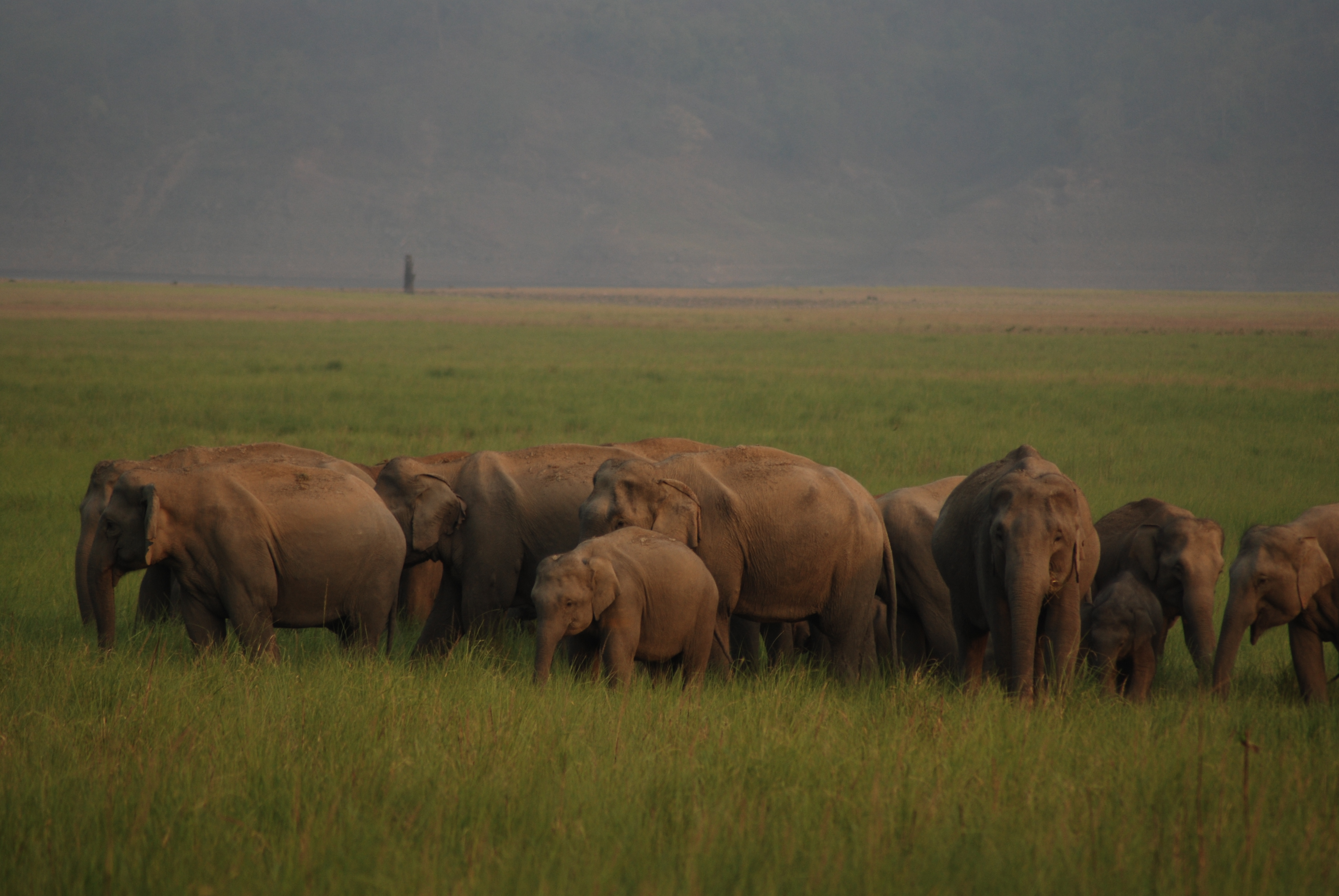
アジアゾウの群れ

主に森林に生息する。食物を求めて放浪するが、近年では生息地の破壊により季節的な移動でも30 - 40キロメートルに限られる。メスと幼獣からなる群れを形成し、群れに発情したメスがいる場合はオスも加わる。
植物食で、主に草を食べるが、木の枝や葉、樹皮、根、果実なども食べる。
繁殖様式は胎生。5 - 8年（食物が豊富な場合は2 - 4年）に1回繁殖する。妊娠期間は615 - 668日。1回に1頭の幼獣を産む。授乳期間は2年。オスは生後14 - 15年で、性成熟する。メスは生後9年で性成熟した例もあるが、生後17 - 18年で初産を迎える個体が多い。寿命は60 - 80年と考えられている。

歩行
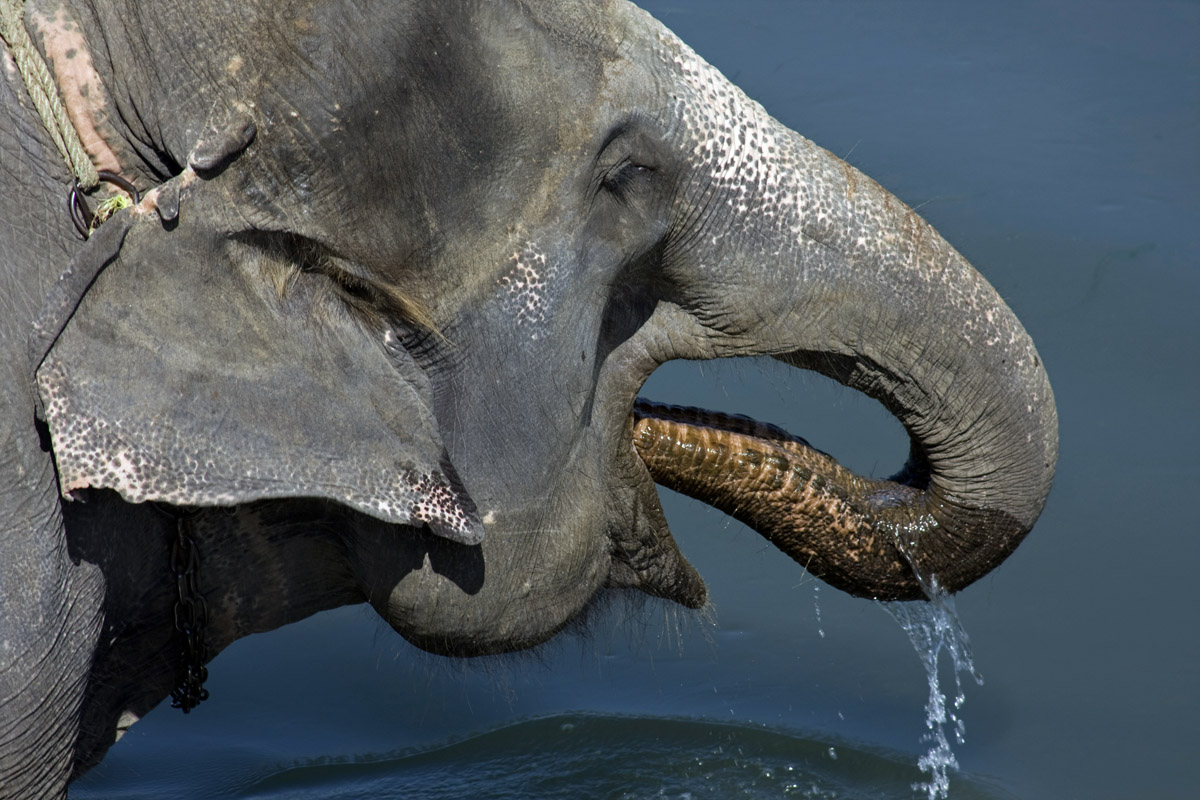
水飲み
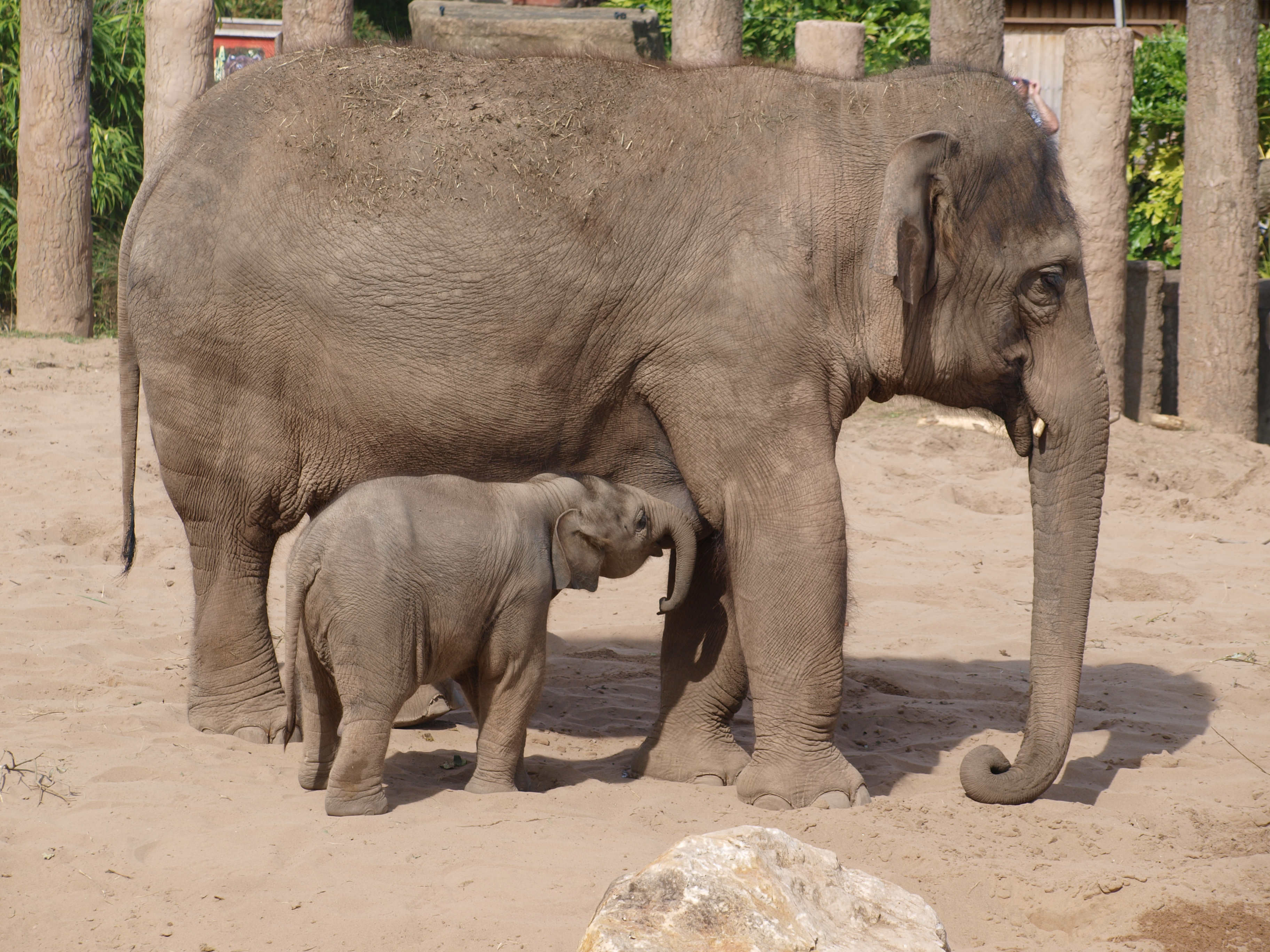
幼獣と成獣

| - 歩行 - 水飲み - 幼獣と成獣 |

## 人間との関係

旗に描かれた白象

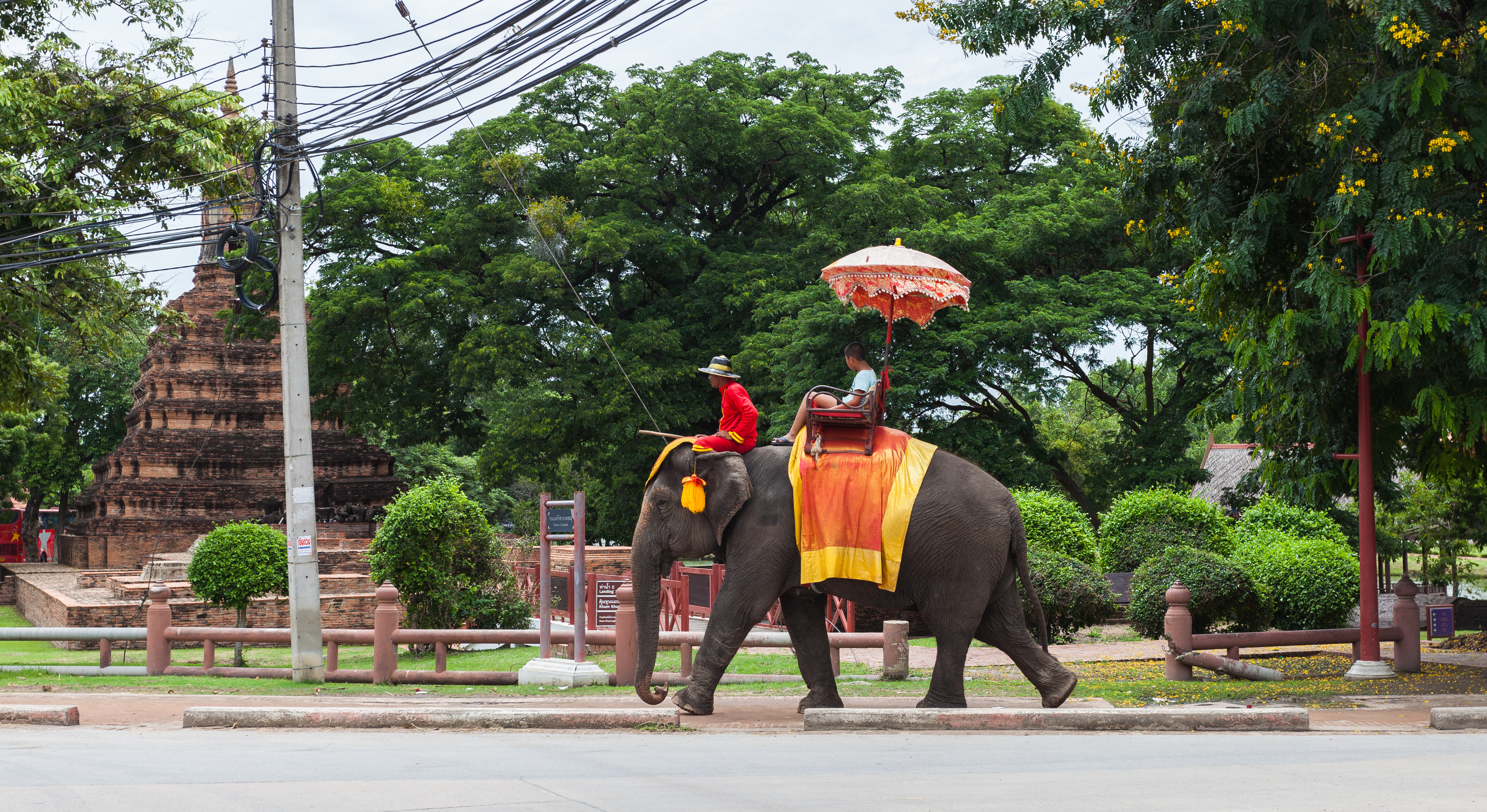
乗り物としての利用

アフリカゾウと比較すると人間に懐きやすく、動物園やサーカスで親しまれるほか、宗教的儀式において利用されることもある。地域によっては、白変個体が神聖化されることもある。
一方、品種改良せずに野生種そのままの遺伝子で人間と共存しているため、家畜化されているとは言い難い。
約4,000年前から、牙が象牙細工の原料として利用されている。中華人民共和国では、骨灰が漢方薬になると信じられている。約5500年前には、インダス川流域で運搬などに使役された。約3,000年前から、戦争の道具として利用されることもあった。「戦象」も参照。
スリランカにおける個体数は、20世紀初頭には約12000頭だったが、現在は約7000頭に減少している。
農地を荒らす害獣とみなされることもある。インド・スリランカなどでは、野生個体に襲われる事故により死者も出ている。スリランカでは2010年～17年の間に平均して年240頭のゾウが殺され、2019年には405頭が殺され、ゾウとの衝突によって死亡した人も121人と、ともに過去最高だった。
森林伐採・開墾による生息地の破壊、牙用や薬用・使役用の乱獲などにより生息数は減少している。1975年のワシントン条約発効時から、ワシントン条約附属書Iに掲載されている。1995年における生息数は、35,490 - 49,985頭と推定されている。
E. m. sumatranus スマトラゾウ
宅地開発や農地開発による生息地の破壊、害獣としての駆除、牙などを目的とした密猟などにより生息数は減少している。1985年には40か所以上で確認されていたが、2005年までに23か所で絶滅した。1985年における生息数は2,800 - 4,800頭とされていたが、これは過大評価とされる。2007年における生息数は2,400 - 2,800頭と推定されている。
CRITICALLY ENDANGERED (IUCN Red List Ver. 3.1 (2001))

日本では、ぞう科（ゾウ科）単位で特定動物に指定されている。
中国では、古くは甲骨文字に、野生のゾウを狩猟したりそれを祭礼の犠牲として用いたりした記録が残されている。また、「象」という漢字は実際のゾウの姿を象った象形文字である。

### 繁殖
ヨーロッパの動物園及びサーカスにおいて、1902年～1992年の90年間に121頭が誕生、内34頭は1982年～1992年の10年間に誕生している。内48頭は、早産又は母親が原因となった事故等で死亡している。
北米の動物園では、1880年～1996年の116年間で104頭が誕生、内34頭が1年以内に死亡している。
世界的に、人工飼育下での出産率は0.7%程度と言われている。内、日本で繁殖した例は以下のとおり。
| 出生日         | 出生場所                           | 性別 | 名前                        | 父母                              | 備考                                         |
| -------------- | ---------------------------------- | ---- | --------------------------- | --------------------------------- | -------------------------------------------- |
| 2004年3月2日   | 神戸市立王子動物園                 | メス | モモ                        | マック/ズゼ                       | 2005年4月25日死亡。                          |
| 2007年5月3日   | 市原ぞうの国                       | メス | ゆめ花（ユメカ）            | テリー/プーリー                   |                                              |
| 2007年10月21日 | 神戸市立王子動物園                 | オス | オウジ                      | マック/ズゼ                       | 2012年4月7日死亡。                           |
| 2011年9月17日  | 豊橋総合動植物公園                 | メス | マーラ                      | ダーナ/アーシャー                 | 2017年8月13日死亡。                          |
| 2012年10月14日 | 富士サファリパーク                 | メス | ガーム                      |                                   |                                              |
| 2013年1月29日  | 東山動植物園                       | メス | さくら                      | コサラ/アヌラ                     |                                              |
| 2013年5月26日  | 九州自然動物公園アフリカンサファリ | オス | チョイ （サワッディチョイ） |                                   |                                              |
| 2013年9月3日   | 市原ぞうの国                       | メス | りり香（リリカ）            | テリー/プーリー                   |                                              |
| 2014年6月12日  | 市原ぞうの国                       | オス | 結希（ゆうき）              | マック/ズゼ                       |                                              |
| 2015年3月4日   | 沖縄こどもの国                     | メス | 琉美（るび）                | 琉人（りゅうと）/琉花（りゅうか） | 2018年1月22日死亡。                          |
| 2016年10月27日 | 市原ぞうの国                       | オス | ラージャ元気（げんき）      | ダーナ/アーシャー                 | 豊橋総合動植物公園帰属。2017年12月14日死亡。 |
| 2018年7月31日  | 市原ぞうの国                       | メス | もも夏（モモカ）            | テリー/プーリー                   |                                              |
| 2019年1月15日  | 市原ぞうの国                       | メス | ら夢（らむ）                | テリー/マミー                     |                                              |
| 2020年10月31日 | 上野動物園                         | オス | アルン                      | アティ/ウタイ                     |                                              |
| 2022年6月26日  | 東山動植物園                       | メス | うらら                      | コサラ/アヌラ                     |                                              |
| 2023年8月19日  | 札幌市円山動物園                   | メス | タオ                        | シーシュ/パール                   | 国内で初めて準間接飼育で誕生。               |

また、海外では人工授精での繁殖に成功している。1975年頃から試みが始まり、1999年11月26日、アメリカのディッカーソンパーク動物園で初めて出産に成功した。新生児の体重は171kgで、それまでの新生児の中では最大であった。
その後、アメリカ、オーストラリア、イギリス、チェコ、イスラエル、ドイツ、タイで成功例があり、現在では25例以上の実績がある。
繁殖の切り札として期待は大きいが、発情期を特定し、オスからの採精やメスに人工授精するための訓練を必要とするなど、課題も多い。